# Ankimo
Ankimo (鮟肝 (Án can))  là một món ăn Nhật Bản được làm từ cá tu hài.

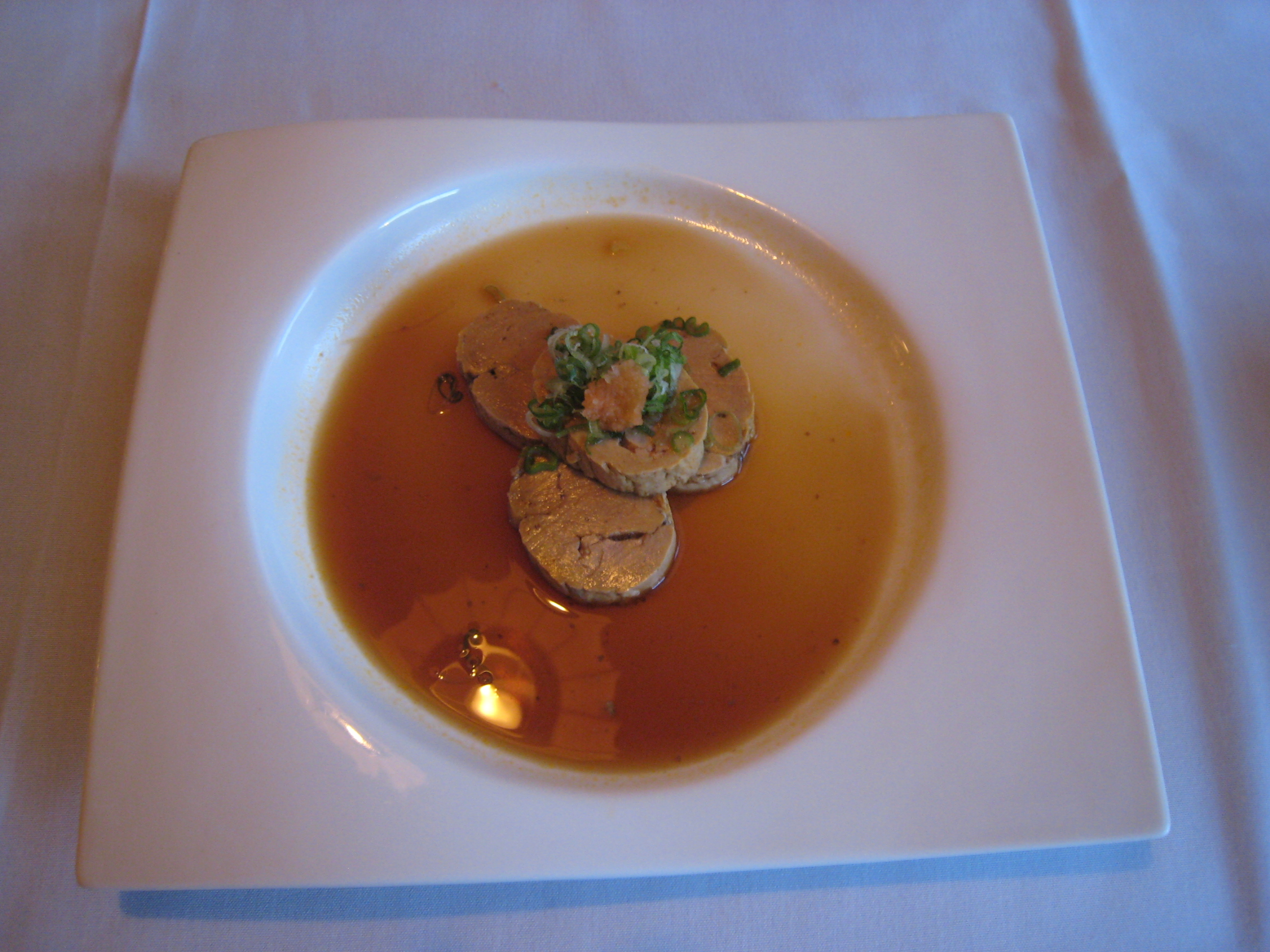

Đầu tiên, gan được xát muối, sau đó dùng rượu sake rửa sạch. Tất cả các tĩnh mạch đều bị loại bỏ, sau đó gan sẽ được cuộn thành hình trụ và hấp chín. Ankimo thường được phục vụ kèm momiji-oroshi (daikon bào tẩm ớt), hành lá thái mỏng và sốt ponzu.
Ankimo được coi là một trong những chinmi (món ăn ngon) của Nhật Bản. Nó xếp loại thứ 32 trong 50 loại thực phẩm tốt nhất thế giới do CNN Go tổng hợp.

## Chế biến
Ankimo thường được tiêu thụ bên ngoài Nhật Bản dưới dạng sushi hoặc sashimi. Ở Nhật Bản, Ankimo được sử dụng trong một số meibutsu, món ngon của vùng, chẳng hạn như dobu-jiru, Ankimo hầm và rau từ Fukushima.